# Strophostyles
Strophostyles là một chi thực vật có hoa thuộc họ Fabaceae. Nó thuộc phân họ Faboideae.

## Danh sách loài
- Strophostyles angulosa
- Strophostyles capensis
- Strophostyles helvola
- Strophostyles leiosperma
- Strophostyles missouriensis
- Strophostyles pauciflorus
- Strophostyles peduncularis
- Strophostyles umbellata